# Zaratita
La zaratita es un mineral de la clase de los minerales carbonatos y nitratos. En 1849, Antonio Casares, catedrático de química de la Universidad de Santiagho de Compostela, encontró en una pequeña explotación de níquel, la mina "Manolita", situada en el acantilado  en Teixedelo (lugar próximo a San Andrés de Teixido) en Cedeira, La Coruña, en Galicia (España), varios minerales secundarios de níquel, formados por la alteración de los sulfuros primarios, especialmente la millerita. Estos minerales fueron estudiados  por Martínez Alcíbar, que dio el nombre de  zaratita a uno de ellos, en honor de Gil y Zárate, escritor, político y pedagogo español. No está claro actualmente si es un mineral válido o no, dado que su composición es bastante variable y los estudios con rayos X no muestran un patrón cristalino bien definido. Se le ha dado también el nombre de "texasita"

## Características químicas
Es un carbonato hidroxilado e hidratado de níquel. Además de los elementos de su fórmula, suele llevar como impureza magnesio.

## Formación y yacimientos
Se forma como mineral secundario inusual a partir de otros carbonatos del níquel, en rocas ígneas de tipo básico y en rocas serpentinitas. Además de en la localidad tipo aparece en otras, como Texas, Lancaster County, Pennsylvania, USA
Suele encontrarse asociado a otros minerales como: brucita, hidromagnesita, calcita, aragonito, dolomita, pirrotita, pentlandita, cromita o antigorita.